# Eva (katolický časopis)
Eva byl časopis určený katolickým ženám a věnovaný umění, vzdělání, zábavě a ženským sociálním otázkám. Vycházel od roku 1904 do roku 1925. Časopis založil Karel Dostál-Lutinov. Nejvýznamnější osobností v redakci byl kněz Ladislav Zamykal, který v časopise působil od roku 1911 do jeho zániku a vtiskl mu jeho typickou podobu spojující články o sociálních otázkách s uměleckými texty a zábavou.

## Historie
Časopis byl založen roku 1904 v Novém Jičíně, od roku 1905 vycházel v Prostějově, od roku 1911 pak v Olomouci. Jeho zakladatelem a vydavatelem byl spisovatel Karel Dostál-Lutinov. Podle historika Martina C. Putny založil Dostál-Lutinov časopis pro ženskou větev katolické moderny. První redaktorkou časopisu se stala básnířka Marie Kavánová, sestra malíře Františka Kavána.
Přestože se v prvních letech 20. století jednalo o jediný český pravidelně vycházející měsíčník pro katolické ženy, nepronikal dostatečně do penzionátů a škol u ženských klášterů. Příčinou odmítání byla skutečnost, že do časopisu byly zařazovány také „zamilované“ texty, což vydavatelé hájili tvrzením, že přepjatá prudérnost je zbytečná. Objevovaly se také potíže s neplatícími odběrateli. Časopis Eva, zejména díky své příloze Katolická učitelka, fungoval jako platforma spolku Katolická jednota českých učitelek v Olomouci.
V roce 1907 byl časopis publikován jako dvouměsíčník, v dalších ročnících se vrátil zpět ke každoměsíčnímu vycházení. V roce 1923 převzaly časopis Lidové závody tiskařské a nakladatelské Olomouc a časopis sídlil na Wilsonově náměstí 16 (Dolní náměstí). O redakci posledních dvou ročníků (1924 a 1925) se starala Aloisie Keltnerová. V roce 1925 v prosincovém čísle oznámil Ladislav Zamykal svůj konec v čele časopisu. Eva se měla z Olomouce přesunout do Prahy, do rukou Viléma Bitnara. K dalšímu vydávání však již nedošlo a časopis počátkem roku 1926 zanikl.

## Obsah
K významným osobnostem v redakci časopisu patřili kromě Kavánové také kněží Alois Kolísko, Bedřich Konařík-Bečvan, a především Ladislav Zamykal, jenž časopis od roku 1911 vedl a vtiskl mu podobu „dobového ideálu revue pro katolické ženy“. Jednotlivá čísla na 52 stranách spojovala stavovskou problematiku, články zaměřené umělecky a literárně a zábavné prvky jako hádanky, křížovky či rady pro vedení domácnosti. Časopis měl rovněž tři pravidelné přílohy: Věstník organizační, Naše domácnost a Katolická učitelka. Katolická učitelka vycházela v letech 1912–1918 v Brně samostatně.
Z konkrétních publikovaných textů lze uvést studii o vztahu mezi pány a služebnictvem od Friedrich Wilhelm Foerstera, pojednání o ženském služebním roce či články o boji proti alkoholismu, o „zhoubnosti kinematografů“ (kin) a o výchově dívek. Z uměleckých textů vyšel v Evě román Jaroslava Nováka V okovech Molocha, postupně byly publikovány také například humoresky Jaroslav Řehulka nebo verše Antonína Pavelčíka-Záhorského, Františka Střížkovského a dalších básníků. V roce 1916 stál časopis ročně 3 koruny. V roce 1925 činila cena ročního předplatného 16 Kč.